# Hynobius leechii

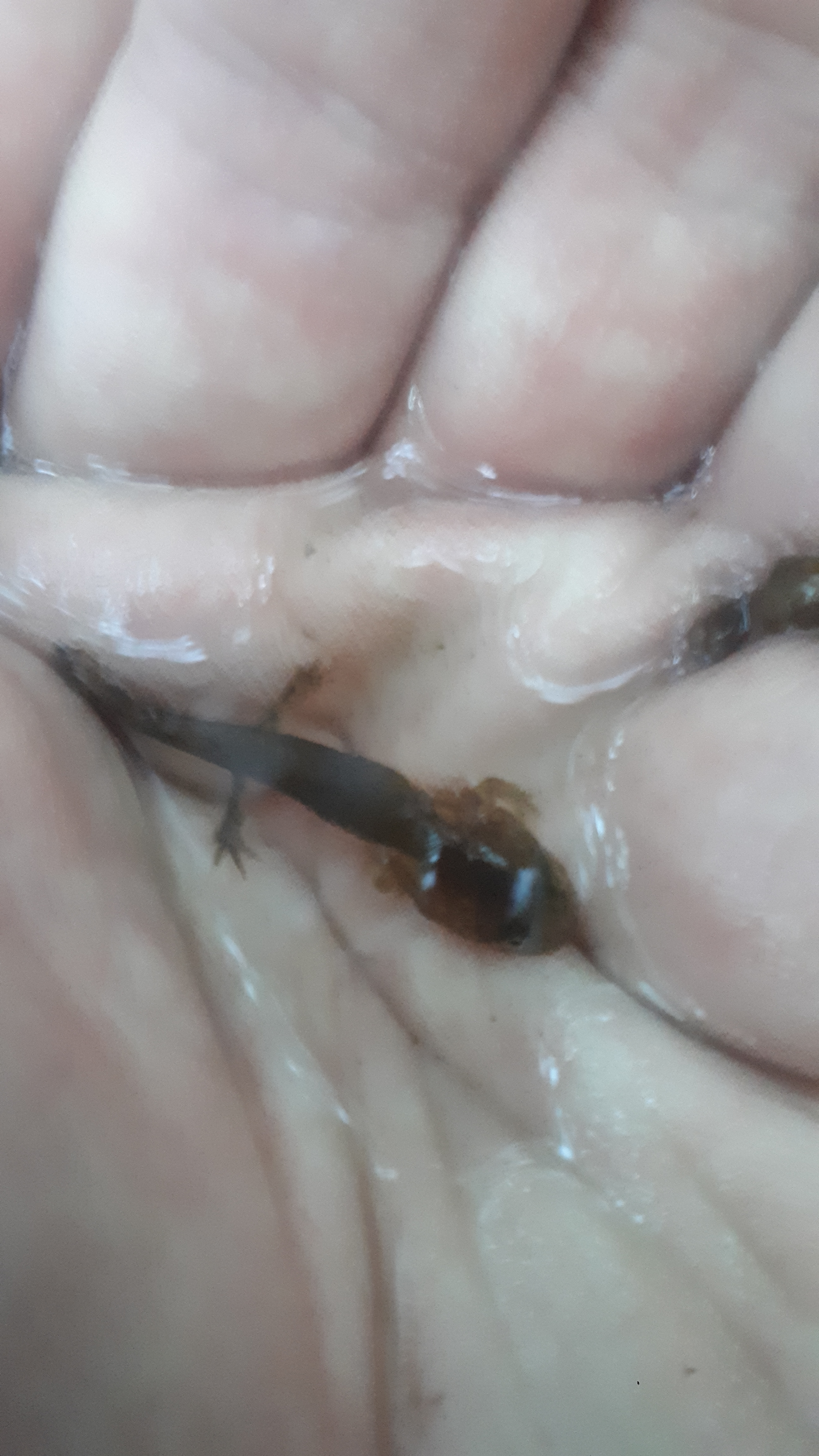
Eine Larve aus einem Waldbach in den Bergen bei Seoul

Hynobius leechii (Syn. Hynobius leechi), im Koreanischen 도롱뇽 genannt, ist eine von der Koreanischen Halbinsel bis Nordostchina beheimatete Art der Winkelzahnmolche.

## Merkmale
Die Kopf-Rumpf-Länge der Art beträgt durchschnittlich 11 cm und kann maximal 14,2 cm messen. Der Schwanz ist kürzer als die Kopf-Rumpf-Länge. Der Kopf wirkt von oben betrachtet oval. Die Tiere sind oberseits olivbraun bis grau gefärbt, manchmal mit gelblichen Anteilen. Darauf finden sich meist schwarze Flecken. Vor allem Männchen zur Paarungszeit können auch stärkere Schwarzanteile aufweisen. Junge Individuen weisen helle Flecken auf. Die Unterseite ist hellbraun bis grau gefärbt und ohne Flecken. Die Eisäcke werden maximal 12–14 cm lang und enthalten 30 bis 125 Eier. Die chinesischen Populationen weisen einen etwas länglicheren Kopf auf, weshalb diese Populationen ursprünglich als Hynobius mantchuricus beschrieben wurden, was seit 2003 ein Synonym von Hynobius leechii darstellt.

## Verbreitung und Lebensraum
Hynobius leechii lebt auf der Koreanischen Halbinsel sowie in den chinesischen Provinzen Jilin, Liaoning und Heilongjiang. In Korea ist sie eine von drei vorkommenden Arten der Gattung Hynobius, wobei die anderen beiden Arten nur im Süden Südkoreas verbreitet sind. Im größten Teil Koreas ist Hynobius leechii neben Onychodactylus fischeri der einzige Schwanzlurch. In Südkorea fehlt die Art den meisten Quellen zufolge entlang der Südküste und kommt nur bis in den zentralen Süden vor. In manchen Quellen wird die Art auch weiter südlich angegeben, inklusive der Insel Jeju und den vorgelagerten Inseln der Südküste. Fehlangaben könnten hier auch durch die ehemalige Unterart Hynobius quelpaertensis entstehen, die an der Südwestküste Südkoreas und auf Jeju vorkommt. Außerdem wurde erst 2003 Hynobius yangi aus einem kleinen Areal im Südosten Südkoreas beschrieben. Es werden noch weitere kryptische Spezies der Gattung im zentralen Süden Südkoreas vermutet. Überschneidungen der drei Arten finden sich in Hamyang, Damyang, Namwon und Gokseong. Eine Studie von 1996 konnte zeigen, dass es sich bei den drei Arten um unterschiedliche genetische Linien handelt. Die Typuslokalität von Hynobius leechi liegt in Wŏnsan.
Die Art lebt vor allem in bewaldeten Hügelgebieten, in Höhenlagen von 100 bis 850 m über NN, meist über 200 m, meistens in der Nähe von Bächen mit Staustufen oder Stillgewässern, in denen die länglichen Eisäcke abgelegt werden. Daneben besiedelt sie auch Feuchtgebiete wie Reisfelder. Die Eiablage findet seltener auch in kurzlebige Gewässer statt. Die Art ist die häufigste Salamanderart der Koreanischen Halbinsel.

## Lebensweise
Die Laichzeit findet von März bis Mai statt, in den südlicheren Teilen des Landes auch schon ab Ende Februar. Männliche Tiere an den Laichgewässern, die hier 3–27 Tage lang verweilen und vor den Weibchen eintreffen, sind 1–9 Jahre alt, weibliche Tiere 3–9 Jahre. Zum Paarungsritual nach dem Aufspüren der Weibchen durch die Männchen gehören auch „Hochzeitstänze“ der Männchen, die vor der Eiablage die Weibchen in einem Amplexus umklammern. Die Weibchen legen unter Wasser jeweils ein Paar länglicher Eiersäcke in stehende Gewässer oder ruhige Bereiche fließender Gewässer, wobei ihnen die Männchen helfen. Die Eier werden anschließend noch eine Weile von den Männchen bewacht, während die Weibchen nach der Eiablage die Gewässer wieder verlassen. Innerhalb von zwei bis vier Wochen entwickeln sich aus ihnen die Larven, die wiederum ein bis zwei Jahre für ihre Entwicklung brauchen. Außerhalb der Laichzeit streifen die adulten Individuen nachts an Land umher, auf der Suche nach Nahrung. Diese besteht aus Regenwürmern, Insekten und aquatischen Wirbellosen. Bei den Salamanderlarven wurde auch schon Kannibalismus beobachtet, wobei Geschwister häufiger gefressen wurden als Artgenossen fremder Eltern. Die meisten Funde der Art werden im Frühling gemacht, zwischen März und Mai.

## Gefährdung
Die Art wird von der IUCN in der Roten Liste gefährdeter Arten als nicht gefährdet (least concern ) geführt, mit einem abnehmenden Populationstrend. Es wird angenommen, dass die Populationen stark abgenommen haben, genauere Daten fehlen bisher. In der Roten Liste der Arten Chinas wird die Art als sensitiv beschrieben. In Südkorea ist die Art geschützt, bei Massensterben der Art in Drainagesystemen mussten teilweise schon Umsiedelungsmaßnahmen durchgeführt werden.

## Taxonomie
Synonyme der Art lauten Hynobius mantchuricus Mori, 1927 und Hynobius manchuricus Kurashige, 1932. Neben dem Nominotypischen Taxon wurde früher noch die Unterart Hynobius leechii quelpaertensis beschrieben, die 2001 jedoch in den Artstatus erhoben wurde und nun Hynobius quelpaertensis heißt.